# Michèle Ngoumou
Michèle Ngoumou est une journaliste camerounaise né 1956 en France où elle fait ses études. 

## Biographie
Employé comme documentaliste en France, Michèle Ngoumou qui apprend qu'une chaine de télévision ouvre au Cameroun décide de rentrer servir dans son pays en 1985. Le 21 mars 1985 elle prend fonction aux cotés Dieudonné Tiné Pigui de à Bamenda qui présente le tout premier journal télévisé à la CTV qui devient CRTV en décembre 1985.
Dans les années 90, Michèle Ngoumou se tourne vers l'animation des émissions, après la suppression du poste de speakerine. Elle se spécialise pour les émissions de jeunes à la radio et à la télévision, dans lesquelles, elles les sensibilise sur la pandémie du sida, les grossesses juvéniles , d'où son surnom de tata Michèle.
En 2023, Michèle Ngoumou revient à la télévision dans le cadre des célébrations de la journée internationale des droits des femmes en compagnie d'autres femmes du milieu journalistique camerounais à l'instar de Patience Essoka, Barbara Etoa sur Canal 2 international.
Sous la direction du professeur Gervais Mendo Ze, le courant ne passe pas entre Michèle Ngoumou et lui. Elle est même mise au placard par ce dernier